# Código de pasión
Código de pasión es la última  telenovela colombiana realizada por la productora Producciones PUNCH en 1999 originalmente para el Canal Uno.

## Sinopsis
Es la historia de Rebeca González, operadora de una empresa de beepers, descubre que al código 3249, perteneciente a la ejecutiva Rebeca Schiller además de mensajes bonitos y de amor firmados por Juan Felipe Linares, llegan mensajes comprometedores, extraños y sospechosos, firmados por Gustavo Sánchez. A partir de ese momento comienza una disyuntiva para Rebeca la telefonista, pues se da cuenta de que Juan Felipe está en peligro y no sabe si contactarlo para ponerlo sobre aviso, igual manera su voz y manera de hablar la han enamorado. Desde que él pronunció su nombre, pero para referirse a la otra Rebeca, la ejecutiva su novia. Rebeca González es humilde y estudia ingeniería de sistemas, por su parte Juan Felipe es un alto ejecutivo, apuesto, talentoso y brillante que trabaja en la empresa de transporte marítimo de su papá; tiene éxito con las mujeres, pero cree que en Rebeca Schiller encontró por fin el amor de su vida, sin saber que esta perversa mujer en realidad se llama Claudia Forero, usa varias identidades para llevar a cabo trabajos de desfalco, robo y demás encomendados por su marido Gustavo Sánchez, un exteniente del ejército, destituido por recibir sobornos, juntos ponen en marcha varios planes siniestros, sin embargo, algo falla esta vez porque su esposa la infiel, atractiva y malograda Claudia “Rebeca” se enamoró en realidad de Juan Felipe, no le importa eso, pues su vida está en peligro de muerte porque su esposo es capaz de matarla por esto.
Dos Rebecas enfrentadas por Juan Felipe, quienes deben lidiar batallas de amor, odio e intriga para saber quién gana.

## Elenco
- Luis Fernando Hoyos como Juan Felipe Linares.
- Susana Torres como Rebeca González.
- Ana María Hoyos como Rebeca Schiller / Claudia Forero
- Xilena Aycardi
- Enrique Carriazo
- Gloria Gómez
- Lyda Mezinger
- Claude Pimont
- Luis Alfredo Velasco
- Alberto Valdiri